# Malletia dilatata
Malletia dilatata är en musselart som först beskrevs av Philippi 1844.  Malletia dilatata ingår i släktet Malletia och familjen Malletiidae. Inga underarter finns listade i Catalogue of Life.